# Тржець
Тржець (словен. Tržec) — поселення в общині Видем, Подравський регіон‎, Словенія.